# Disphragis muscosa
Disphragis muscosa is een vlinder uit de familie van de tandvlinders (Notodontidae). De wetenschappelijke naam van de soort is voor het eerst geldig gepubliceerd in 1883 door Heinrich Benno Moschler.